# Jack Pulman
Jack Pulman (ur. 11 lipca 1925 w Londynie; zm. 29 maja 1979 tamże) – brytyjski scenarzysta.
Był autorem scenariusza do słynnego serialu telewizyjnego Ja, Klaudiusz wyreżyserowanego w 1976 przez Herberta Wise'a. Pulman napisał ten scenariusz na podstawie dwóch powieści Roberta Gravesa pt. Ja, Klaudiusz oraz Klaudiusz i Messalina. Okazał się on jednym z najpopularniejszych seriali w historii brytyjskiej telewizji.
Był także autorem scenariuszy do takich filmów jak; m.in.: Najlepszy z wrogów (1962, współautor), David Copperfield (1969), Egzekutor (1970), Porwany za młodu (1971), Jane Eyre (1970), Zbrodnia i kara (1979). Większość Jego scenariuszy powstawała na podstawie znanych powieści.
Zmarł nagle na zawał serca.